# Septentrinna potosi
Septentrinna potosi är en spindelart som beskrevs av Alexandre B. Bonaldo 2000.
Septentrinna potosi ingår i släktet Septentrinna och familjen flinkspindlar. Inga underarter finns listade i Catalogue of Life.